# Gouvernement Petrokow

Wappen des Gouvernement Petrokow

Lage des Gouvernement Petrokow im Kongresspolen, 1910

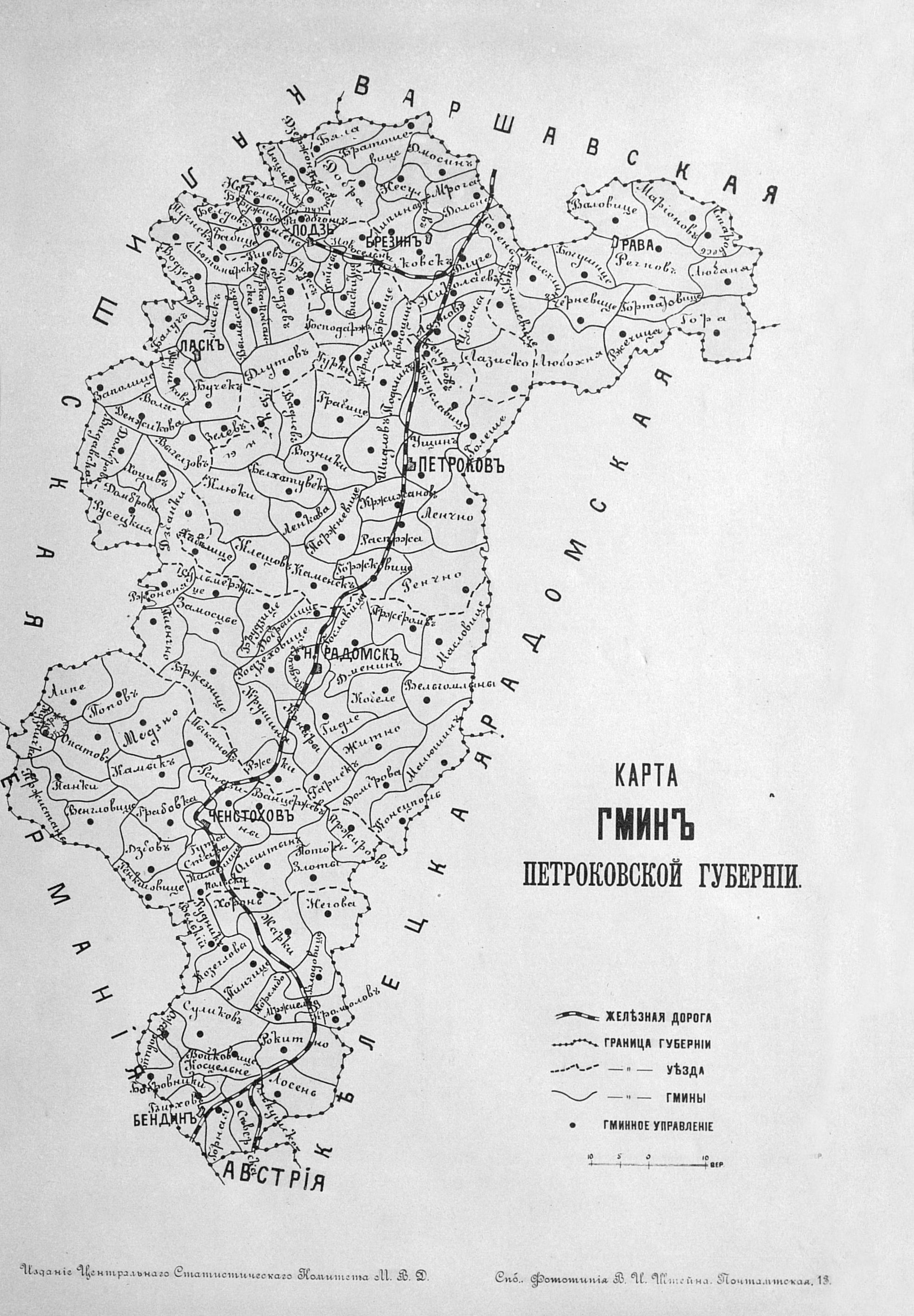
Karte des Gouvernements Petrokow, 1892

Das Gouvernement Petrokow (Петроковская губерния) war ein Gouvernement des vom Russischen Kaiserreich beherrschten Kongresspolens bzw. Weichsellands. Es wurde 1867 eingerichtet und bestand bis zum Einmarsch der Truppen der Mittelmächte im Ersten Weltkrieg. Das Gouvernement hatte eine Fläche von etwa 12.249 km². Hauptstadt war Petrokow (polnisch Piotrków Trybunalski).
Im späten 19. Jahrhundert gehörte das Gouvernement mit Łódź, dem Dombrowaer Kohlebecken und Częstochowa entlang der Warschau-Wiener Eisenbahn zu den am stärksten industrialisierten Gebieten Kongresspolens.

## Gliederung
Das Gouvernement war eingeteilt in die acht Kreise:
- Będziński
- Brzeziński
- Łaski
- Łódzki
- Noworadomski
- Piotrkowski
- Rawski
- Częstochowski

## Städte
Liste der Städte nach der Bevölkerung im Jahr 1897:
|     | Stadt        | Bevölkerung |
| --- | ------------ | ----------- |
| 1.  | Łódź         | 314.020     |
| 2.  | Częstochowa  | 45.045      |
| 3.  | Piotrków     | 31.182      |
| 4.  | Pabianice    | 26.765      |
| 5.  | Będzin       | 23.757      |
| 6.  | Tomaszów     | 21.005      |
| 7.  | Zgierz       | 19.108      |
| 8.  | Nowo-Radomsk | 12.392      |
| 9.  | Brzeziny     | 7648        |
| 10. | Rawa         | 6412        |
| 11. | Łask         | 4229        |

## Sprachen
| Sprache                            | Zahl      | Prozent (%) | Männer  | Frauen  |
| ---------------------------------- | --------- | ----------- | ------- | ------- |
| Polnisch                           | 1.011.928 | 72.07       | 497.412 | 514.516 |
| Jiddisch                           | 213 562   | 15.21       | 104.914 | 108.648 |
| Deutsch                            | 148.765   | 10.59       | 72.445  | 76.320  |
| Russisch                           | 19.232    | 1.36        | 14.938  | 4294    |
| Böhmisch                           | 4987      | 0.35        | 2563    | 2424    |
| Ukrainisch                         | 2723      | 0.19        | 2622    | 101     |
| Anderen                            | 2614      | 0.18        | 2153    | 461     |
| Personen die keine Sprache angaben | 90        | >0.01       | 49      | 41      |
| Insgesamt                          | 1.403.901 | 100         | 697.096 | 706.805 |